# Сельское поселение «Нижне-Шахтаминское»
Се́льское поселе́ние «Нижне-Шахтаминское» — муниципальное образование в Шелопугинском районе Забайкальского края Российской Федерации.
Административный центр — село Нижняя Шахтама.

## История
Статус и границы сельского поселения установлены Законом Читинской области от 19 мая 2004 года «Об установлении границ, наименований вновь образованных муниципальных образований и наделении их статусом сельского, городского поселения в Читинской области».

## Население
| 2010 | 2011 | 2012 | 2013 | 2014 | 2015 | 2016 |
| ---- | ---- | ---- | ---- | ---- | ---- | ---- |
| 506  | ↘503 | ↘471 | ↘458 | ↘450 | ↗455 | ↘448 |
| 2017 | 2018 | 2019 | 2020 | 2021 |      |      |
| ↘434 | ↘432 | ↗433 | ↘424 | ↘306 |      |      |

## Состав сельского поселения
| № | Населённый пункт   | Тип населённого пункта       | Население |
| - | ------------------ | ---------------------------- | --------- |
| 1 | Нижняя Шахтама     | село, административный центр | ↘221      |
| 2 | Сивачи             | посёлок                      | ↘147      |
| 3 | Ундинские Кавыкучи | село                         | ↘48       |